# Tecno
Tecno var en italiensk formelbiltillverkare med ett racingstall som tävlade formel 2 och senare i formel 1 under ett par säsonger i slutet av 1960-talet och början av 1970-talet. 

## Historik
Tecno startades av fabrikörerna Gianfranco och Luciano Pederzani för att konstruera och tillverka kartingbilar 1962 och senare började man även bygga formel 3-chassin. De senare visade sig mycket framgångsrika och Tecnobilar vann 54 lopp och flera förare vann sina nationella formel 3-mästerskap 1966-1968. Tecno tillverkade senare även chassin för formel 2, och tävlade i klassen med Clay Regazzoni och Carlo Facetti som förare. 1970 dominerade Tecno i formel 3 och Regazzoni vann Europamästerskapet i formel 2 samma säsong.
Vid den tidpunkten hade alkoholdryckföretaget Martini & Rossi önskemål om att sponsra ett italienskt formel 1-stall och vände sig då till Tecno, som byggde bilen PA123 och utrustade den med en 180° V12-motor. Tecno debuterade i formel 1 med Nanni Galli som förare i Belgien 1972. Bilen kördes senare även av Derek Bell men resultaten uteblev för båda.
Säsongen 1973 blev även den en besvikelse, varför sponsorn etablerade en bas i Storbritannien under namnet Martini Racing. De började konstruera ett nytt chassi samtidigt som de båda Pederzani modifierade PA123 till modell B. Stallet kontrakterade Chris Amon som förare och han lyckades ta en poäng genom en sjätteplats i Belgien. Stallet upplöstes dock strax därefter på grund av inre konflikter och teknisk förvirring med två olika bilar. De båda grundarna avslutade sitt sportengagemang and Martini Racing gick ihop med Brabham.

## F1-säsonger
| Säsong | Tävlingsnamn        | Bil                     | Motor         | Däck | Poäng | VM-plac. | Förare 1    | Förare 2   |
| ------ | ------------------- | ----------------------- | ------------- | ---- | ----- | -------- | ----------- | ---------- |
| 1972   | Martini Racing Team | Tecno PA123             | Tecno 3.0 F12 | F    | 0     | 10:a     | Nanni Galli | Derek Bell |
| 1973   | Martini Racing Team | Tecno PA123B Tecno E731 | Tecno 3.0 F12 | F    | 1     | 11:a     | Chris Amon  |            |